# Crassigyrinus scoticus

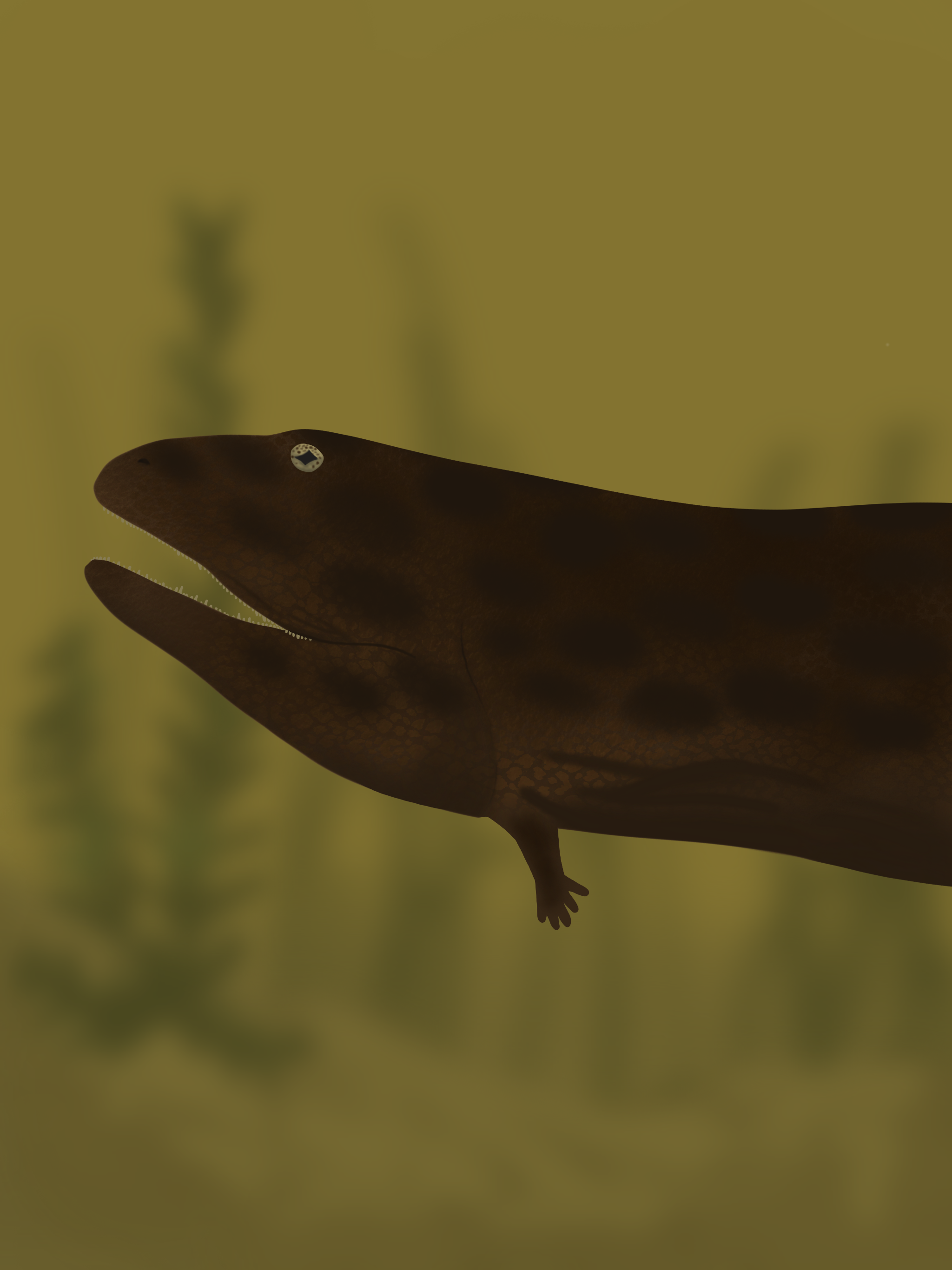
Reconstrução de um Crassigyrinus scoticus

Crassigyrinus scoticus é uma espécie do gênero Crassigyrinus, um grupo de tetrápodes carnívoros que viveu no Carbonífero.